# La Guardia de Honor del Sagrado Corazón

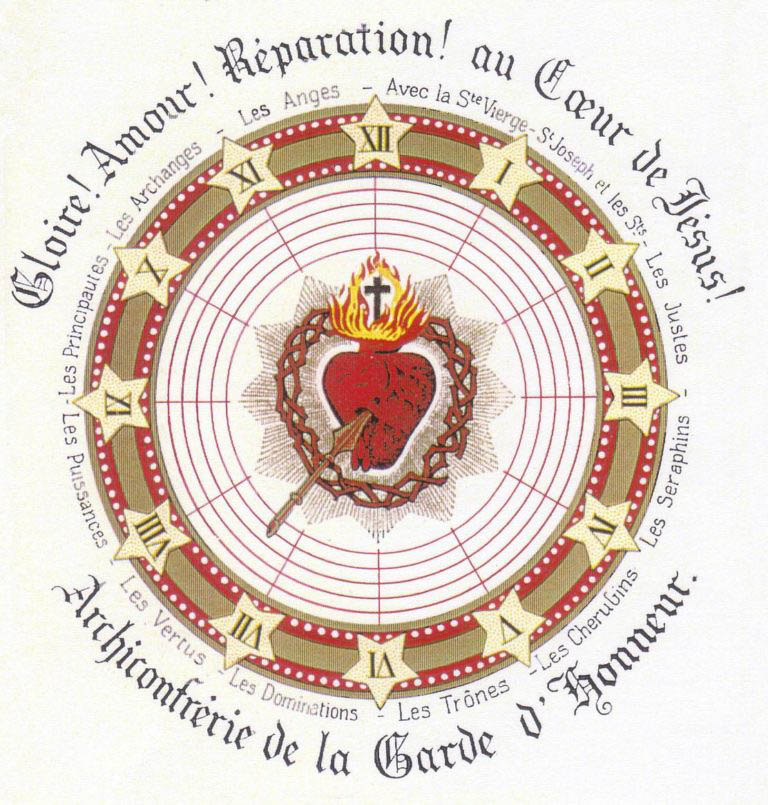
Cuadrante de la Guardia de Honor del Sagrado Corazón de Jesús

La Guardia de Honor del Sagrado Corazón de Jesús es una devoción de la Iglesia católica establecida por Sor María del Sagrado Corazón Bernaud en la Abadía de la Visitación de Bourg-en-Bresse (Francia) el viernes 13 de marzo de 1863
La Hora de Guardia u Hora de Presencia, consiste en ofrecer las obras de una hora del día con el deseo de consolar al Sagrado Corazón. Cada miembro elige una a hora del día durante la cuál ofrece sus ocupaciones ordinarias:  “Todo por amor, nada por obligación”.  La hora de guardia puede hacerse en cualquier lugar, en la casa, en la oficina, en el colegio, haciendo deporte, de paseo. No es necesario acudir a una iglesia.

## Origen
La Hora de la Presencia en el Corazón de Jesús encuentra su origen en el Calvario con la presencia amorosa de María, Juan y María Magdalena al pie de la Cruz. (San Juan, 19.26)
Recordemos que en el siglo XVII, Cristo recordó a Margarita María Alacoque con qué amor amaba a los hombres y cuánto sufría por su indiferencia.

En 1675, durante la octava del Corpus Christi, Jesús se le manifestó con el corazón abierto, y señalando con la mano su corazón, exclamó:
«Mi Divino Corazón, está tan apasionado de Amor a los hombres, en particular hacia ti, que, no pudiendo contener en él las llamas de su ardiente caridad, es menester que las derrame valiéndose de ti y se manifieste a ellos para enriquecerlos con los preciosos dones que te estoy descubriendo los cuales contienen las gracias santificantes y saludables necesarias para separarles del abismo de perdición. Te he elegido como un abismo de indignidad y de ignorancia, a fin de que sea todo obra mía»
«He aquí el corazón que ha amado tanto a los hombres, que no se ha ahorrado nada, hasta extinguirse y consumarse para demostrarles su amor. Y en reconocimiento no recibo de la mayoría sino ingratitud».

«Mi Divino Corazón, está tan apasionado de Amor a los hombres, en particular hacia ti, que, no pudiendo contener en él las llamas de su ardiente caridad, es menester que las derrame valiéndose de ti y se manifieste a ellos para enriquecerlos con los preciosos dones que te estoy descubriendo los cuales contienen las gracias santificantes y saludables necesarias para separarles del abismo de perdición. Te he elegido como un abismo de indignidad y de ignorancia, a fin de que sea todo obra mía»

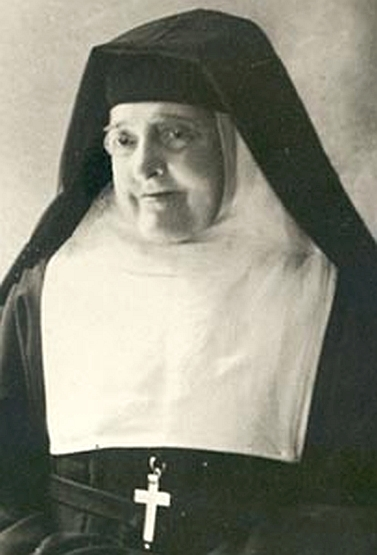
Hna. María del Sagrado Corazón Bernaud

La Guardia de Honor del Sagrado Corazón nació en el Monasterio de la Visitación de santa María de Bourg en Bresse, Francia, el 13 de marzo de 1863, gracias a la Hna. María del Sagrado Corazón Bernaud. Con el deseo de glorificar al Corazón de Jesús fue inspirada a santificar el deber de estado cotidiano por la ofrenda especial de una hora de guardia (hora de presencia) en reparación de los pecados por los cuales nuestro Señor sufrió agonía y derramó su sangre en la cruz.
A comienzos de 1863, Hna. María del Sagrado Corazón, profundamente impresionada por la queja del Señor, "busqué quien me consolara y no lo hallé" ]tiene la inspiración de formar una cadena de personas que, hora a hora, se turnen haciendo "guardia" en compañía espiritual al Corazón de Jesús, pero sin cambiar en nada sus ocupaciones. La inscripción se hará en un "reloj" cuyo centro será el Corazón Traspasado. Otra hermana de la comunidad pinta ese reloj tan especial, y el viernes 13 de marzo de 1863, lo llevan a la superiora para que lo bendiga. Pocas horas después, todas las hermanas han escrito sus nombres en diversas horas.
El Jueves Santo de 1863, Marie du Sacré-Cœur redactó el programa de la asociación y el Viernes Santo la oración de ofrenda en la Hora de la Guardia. En abril de 1863, María del Sagrado Corazón eligió a los doce protectores correspondientes a cada hora: la Virgen María, San José, los justos de la tierra y los nueve coros de ángeles. El 9 de marzo de 1864, una ordenanza de Monseñor de Langalerie, obispo de Belley, instituyó en la Capilla de la Visitación de Bourg, la Hermandad de la Guardia de Honor del Sagrado Corazón. El 5 de junio de 1864, una treintena de obispos se reunieron en Marsella para la consagración de la basílica de Notre-Dame de la Garde. El 25 de marzo de 1872, el Papa Pío IX solicitó su alistamiento en la Guardia de Honor. El 7 de junio de 1872 se erige canónicamente en Italia la Guardia de Honor. La obra se extendió por todo el mundo hasta que el Papa León XIII erigió la Guardia de Honor en archicofradía con el convento de la Visitación de Bourg como centro. María del Sagrado Corazón Bernaud permaneció humilde e ignorada, continuando con sus deberes de monja, aunque nunca dejó de animar a la Guardia de Honor y a sus miembros hasta su muerte, acaecida el 3 de agosto de 1903.

## Participación
El símbolo de la Asociación es un cuadrante con el Corazón Traspasado de Jesús y, a su alrededor, una corona de doce estrellas que marcan las horas del día, y en la que están inscritos los nombres de los asociados, cada uno en la hora que ha elegido para acompañar a Jesús.
Cualquier fiel católico puede pertenecer a la Guardia de Honor del Sagrado Corazón de Jesús. Para inscribirte como Guardia de Honor tienes que:
- Inscribirte en un centro de la Asociación: en cualquiera de los monasterios de la Visitación de Santa María.
- Escoger una hora del día y ofrecerla al Corazón de Jesús, sin que sea necesario cambiar tu actividad ordinaria, aunque haya días en que puedas ofrecer la hora en oración.
- Ofrecer al Padre durante esa hora la Sangre y el Agua salidas del Corazón de Jesús, es decir, hacer la "preciosa ofrenda".
- Nada de esto obliga bajo pena de pecado. Lo importante en la Guardia de Honor es el amor.
- Si se olvida tomar conciencia de la "hora de guardia", se puede comenzar en el momento en que uno se acuerde.[2]

No es necesario ir a una iglesia durante esta hora, siendo el principio continuar con su ocupación del momento. Lo importante en este compromiso es el amor desplegado en todo lo que se hace y se vive en esta hora, dondequiera que estemos, hagamos lo que hagamos. La Guardia de Honor está llamada a responder al amor de Jesús por todos los hombres con la ofrenda diaria de la hora elegida. Así, en todo momento, hombres y mujeres de todas las condiciones rinden a Jesús amor por amor, oración de ofrenda Los participantes comienzan con la hora elegida con la Oración de Ofrenda. Si se olvida la hora de presencia, puede comenzarla en el momento que recuerde. Nada de esto obliga bajo pecadoLa Guardia de Honor del Sagrado Corazón de Jesús
Durante la Hora de Guardia o en otras ocasiones se puede decir mentalmente la siguiente oración: «¡Padre Eterno!, en esta Hora de Guardia, con la Virgen María, y los discípulos fieles junto a la Cruz de Jesús, te ofrezco la sangre y el agua que brotan de la herida del Corazón de tu Hijo Unigénito, para reparar mis pecados y los de todos los hombres, en sufragio de las almas del purgatorio, y por las necesidades de la santa Madre Iglesia. Padre nuestro, ten misericordia de nosotros».